# مسابقات فرمول یک فصل ۱۹۶۹
مسابقات فرمول یک فصل ۱۹۶۹ در سال ۱۹۶۹ میلادی برگزار شد. در این مسابقات جک استوارت (به انگلیسی: Jackie Stewart) از تیم ماترا و با خودروی فورد به قهرمانی رسید وی که در آغاز مسابقه در خط ۲ قرار داشت، بهترین زمان خود را در دور ۵ به دست آورد و در مجموع صاحب ۶۳ امتیاز شد.